# Crossopsora hymenaeae
Crossopsora hymenaeae är en svampart som beskrevs av Dianese, Buriticá & J.F. Hennen 1994. Crossopsora hymenaeae ingår i släktet Crossopsora och familjen Phakopsoraceae.   Inga underarter finns listade i Catalogue of Life.